# Here I Am (김종국의 음반)
Here I Am은 김종국 5집으로 알려져 있는 김종국의 정규 음반이다. 이 음반의 타이틀곡은 어제보다 오늘 더이다. 2008년 10월 22일 발매되었다.

## 수록곡
1. 고맙다
2. 그리운 날들
3. 오래 오래
4. 어제보다 오늘 더
5. Forever(Feat. 마이티마우스)
6. 이보다 더 좋을 순 없다(Feat. 시진)
7. 그 집 앞(序曲)
8. 그 집 앞
9. 사랑에 취해(Feat. 주석)
10. 이별의 정석
11. 이제는 안녕
12. 사랑해 널 사랑해(Feat. 창따이)
13. 어떤 사람 어떤 사랑
14. 우리 둘이서

## 같이 보기
- 김종국 (가수)
- Evolution (김종국의 음반)
- 김종국의 네번째 편지